# Cincinalis esculenta
Cincinalis esculenta là một loài dương xỉ trong họ Dennstaedtiaceae. Loài này được Trevis. mô tả khoa học đầu tiên năm 1874.
Danh pháp khoa học của loài này chưa được làm sáng tỏ. 